# جوناثان جورج
جوناثان جورج (بالإنجليزية: Jonathan George)‏ هو مغن مؤلف أمريكي، ولد في 10 ديسمبر 1972 في دالاس في الولايات المتحدة.